# Katharsis (banda)
Katharsis es una banda alemana de black metal.

## Biografía
Katharsis se formó en 1994 sin un nombre definido. Su primer Demo Terror, Storm and Darkest Arts fue lanzado en 1996; el mismo año, MK y Scorn también tocaron en el proyecto de corta duración Deathcult. Mientras que The Red Eye of Wrath fue grabado por Scorn y D. Lohenburg, Drakh se hizo cargo de la guitarra, la batería y la voz en el EP dividido Determination Detestation Devastation con Nhaavah. En 2000, se lanzó el álbum debut de la banda, 666, limitado a 200 copias y con MK en la batería. En 2001 se lanzaron varios lanzamientos divididos, una contribución a una compilación y la cinta de ensayo para el segundo LP 2001 AB ; este último contenía cuatro pistas de avance para el segundo álbum y era explícitamente "no para el comercio". La última entrevista de Katharsis fue dada por Drakh en abril de 2002 a los Ojos Horribles de Chemnitz. El mismo año, se lanzó un EP dividido con Black Witchery .
Las cuatro pistas de Rehearsal Tape for 2nd LP 2001 AB fueron lanzadas en el segundo álbum Kruzifixxion, publicado a través de Norma Evangelium Diaboli en 2003. En 2006, se lanzaron su próximo álbum VVorldVVithoutEnd y la canción Archaic Ritual Infanticide in Obeyssance Towards Hell, que contribuyeron a la compilación Tormenting Legends Part II lanzada por Blut & Eisen Productions y WTC Productions. Aparte de esta canción, todas las grabaciones desde 2003 fueron lanzadas a través de Norma Evangelium Diaboli. La revista alemana Rock Hard incluyó a Kruzifixxion y VVorldVVithoutEnd en la lista 250 Black-Metal-Alben, die man kennen sollte ('250 álbumes de black metal que debes conocer').

## Estilo musical e ideología
Katharsis toca black metal tradicional. Alexander von Meilenwald (ex- Nagelfar, The Ruins of Beverast ) calificó a 666 como uno de los cinco lanzamientos de black metal alemán más importantes y a Kruzifixxion como "por mucho, el mejor álbum de black metal tradicional de Alemania". Cuando se le preguntó qué bandas alemanas valía la pena escuchar, respondió: "Escucha Katharsis, entonces sabrás cómo debería sonar Darkthrone hoy". MkM de Antaeus describió a Katharsis como una de las bandas de black metal que "combinan un gran trabajo musical con una fuerte ideología y definitivamente se encuentran entre las personas más devotas de la escena". La banda representa un satanismo religioso y teísta . Drakh señala que "no está interesado en el paganismo, ni en su renacimiento, cualesquiera que sean las supuestas raíces de algunos rituales o imágenes satánicas ", y que "no le importa un carajo el radicalismo político en el metal, por ejemplo, el (pseudo-) paganismo racial". nacionalismos, u otra mierda filantrópica”, ni estar interesado en la política secular, aunque “una burla y hostilidad contra la civilización/cultura humana y sus aspectos religiosos tiene implicaciones políticas”. Su segundo casete de demostración declaró que “Katharsis desdeña fuertemente cualquier forma de Black Metal llamado 'sofisticado' o 'político'. Misantropía hacia todos !”, y Drakh expresó la opinión de que “todos los que realmente creen en el significado de esas estúpidas '14 palabras ', también pertenecen al horno”; la declaración original del nacionalista blanco David Lane, "Debemos asegurar la existencia de nuestro pueblo y un futuro para los niños blancos", fue alterada por la banda e impresa en varios de sus lanzamientos, ya sea como "Debemos asegurar la aniquilación total". de la humanidad y acabar con toda la vida en este planeta” o “Debemos asegurar la depravación de los niños y arruinar todo el puto mundo”.

## Alineación
- Drakh (Axel Salheiser) - voz, anteriormente guitarra y batería
- Scorn - guitarra, bajo
- Aeshma - batería

### Integrantes anteriores
- D. Lohenburg - voz
- MK - batería

## Discografía
- 1996: Terror, tormenta y las artes más oscuras (demostración)
- 1997: Intoendlesschaos (Demostración; Chanteloup Creations)
- 1998: El ojo rojo de la ira (demostración; Steeldawn Inc. )
- 1999: Determination Detestation Devastation (EP dividido con Nhaavah; Sombre Records)
- 1999: Trident Trinity (MC separado de Deathcult; Sombre Records)
- 1999: Ensayo 99 (demostración)
- 2000: 666 (Registros sombríos)
- 2001: Black Metal Endsieg (EP dividido con SVEST, Warloghe y Black Witchery ; Sombre Records)
- 2001: Watchtowers of Darkness / Supreme Black Forces of Steel (EP dividido con Moonblood ; Sombre Records)
- 2001: cinta de ensayo para el segundo LP 2001 AB (demostración)
- 2001: Exterminio en Black Metal Blitzkrieg (End All Life Productions)
- 2002: Katharsis / Black Witchery (EP dividido con Black Witchery; Sombre Records)
- 2003: Kruzifixxion (Norma Evangelium Diaboli, N:C:U)
- 2006: VMundoVsinFin (Norma Evangelium Diaboli)
- 2006: Infanticidio ritual arcaico en Obeyssance Towards Hell en Tormenting Legends Part II (Blut & Eisen Productions, WTC Productions)
- 2009: Antaeus / Katharsis (EP dividido con Antaeus ; Norma Evangelium Diaboli)
- 2009: Cuarto Reich (Norma Evangelium Diaboli, WTC Productions)